# Sandra Lee (dermatóloga)
Sandra Siew Pin Lee (Queens, Nueva York, 20 de diciembre de 1970), también conocida como Doctora Sandra Lee, es una dermatóloga, personalidad televisiva y youtuber estadounidense con residencia en Upland, California. Es conocida por sus videos en línea y por su serie de televisión Dra. Sandra Lee: Especialista en Piel (título en inglés: Dr. Pimple Popper). Lee está casada con el también dermatólogo Jeff Rebish. Tienen dos hijos.

## Edad temprana y educación
Sandra Siew Pin Lee nació en la sección Flushing de Queens, Nueva York, el 20 de diciembre de 1970; su padre, un dermatólogo jubilado, es de Singapur, mientras que su madre es de Malasia. Sus dos padres eran uno de los diez hijos de sus respectivas familias y habían vivido en la pobreza. Sus padres emigraron a Nueva York en 1969 y la familia se mudó al sur de California cuando Lee tenía cinco años.
Lee asistió a la Universidad de California en Los Ángeles (UCLA) como estudiante de pregrado. Durante este tiempo, trabajó a tiempo parcial como asistente médica de un alergóloga en el centro de Los Ángeles. Después de su graduación de la UCLA, Lee asistió a la escuela de medicina en la Facultad de Medicina de la Universidad de Drexel y se graduó en 1998. Completó su internado en el Hospital General de Allegheny en Pittsburgh. Lee completó su residencia en dermatología en la Universidad del Sur de Illinois. Una vez finalizada su residencia, se fue a San Siego (California) para ampliar su experiencia con la cirugía láser, dermatología y cosmética. Lee ahora vive en Upland, California, con su esposo el Dr. Jeffrey C. Rebish (casados el 28 de mayo de 2000), y actualmente trabaja en Skin Physicians & Surgeons.

## Carrera
Lee es una dermatóloga certificada por la junta y miembro de la Academia Estadounidense de Dermatología, la Academia Estadounidense de Cirugía Estética, la Sociedad Estadounidense de Cirugía Dermatológica y la Sociedad Estadounidense de Cirugía de Mohs.

### Videos en línea
En 2010, Lee comenzó a subir videos a YouTube, pero no comenzó a publicar mucho contenido hasta 2015, después de notar la popularidad de sus videos de Instagram de extracciones de quistes, lipomas, puntos negros y otros elementos similares. A cambio de un permiso por escrito del cliente para grabar y publicar contenido, Lee ofrece a los pacientes tratamiento gratuito o con descuento. A finales de 2019, la decisión de realizar futuros contenidos basados en suscripción generó críticas. Explicó que se debió a que YouTube bloqueó la publicidad en los videos del canal que generalmente presentaban material desagradable y, por lo tanto, el canal necesitaba otra fuente de financiamiento.

### Protección de la piel
En 2017, Lee lanzó su propia línea de productos para el cuidado de la piel, SLMD Skincare Products. Los productos de la línea incluyen limpiador y loción para el acné, tratamiento aclarador con retinol y humectante diario. Antes de esto, Lee también vendía extractores de comedones y otros productos con la marca del nombre de su canal.

## Televisión
En 2018, Lee firmó con TLC para tener su propia serie de televisión, Dra. Sandra Lee: Especialista en Piel, que se estrenó el 11 de julio. Un episodio especial de Navidad de Dra. Sandra Lee: especialista en piel, «The 12 Pops of Christmas», se emitió el 13 de diciembre de 2018. La segunda temporada se estrenó en enero de 2019 y la tercera temporada se estrenó en los Estados Unidos el 11 de julio de 2019. La cuarta temporada se estrenó el 26 de diciembre de 2019.

## Cultura popular
Lee es seguida por más de 8,6 millones de personas (a agosto de 2020) en su canal de YouTube. El 14 de agosto de 2018, hizo una aparición especial en Jimmy Kimmel Live!.